# Werra

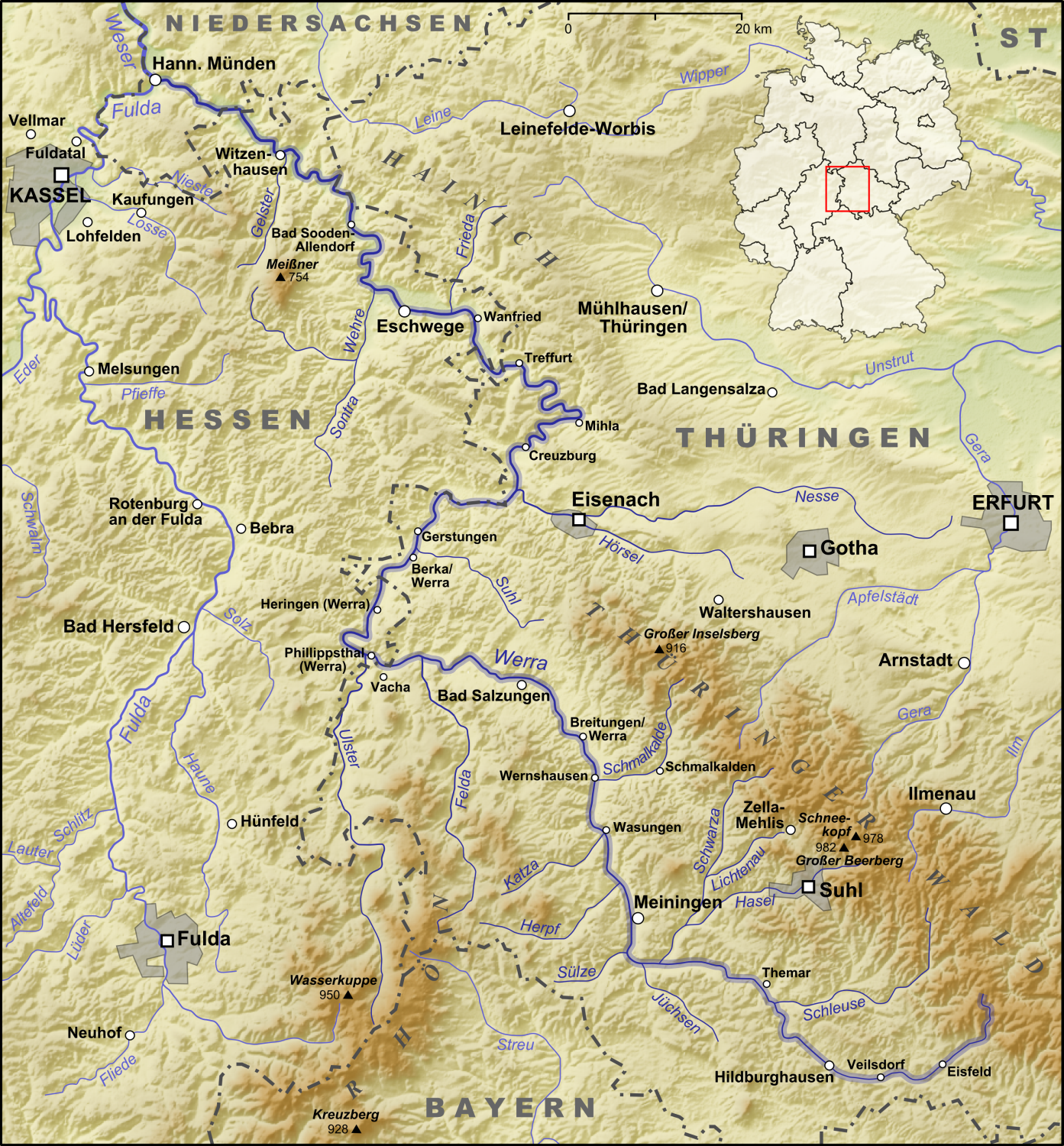
Werras lopp

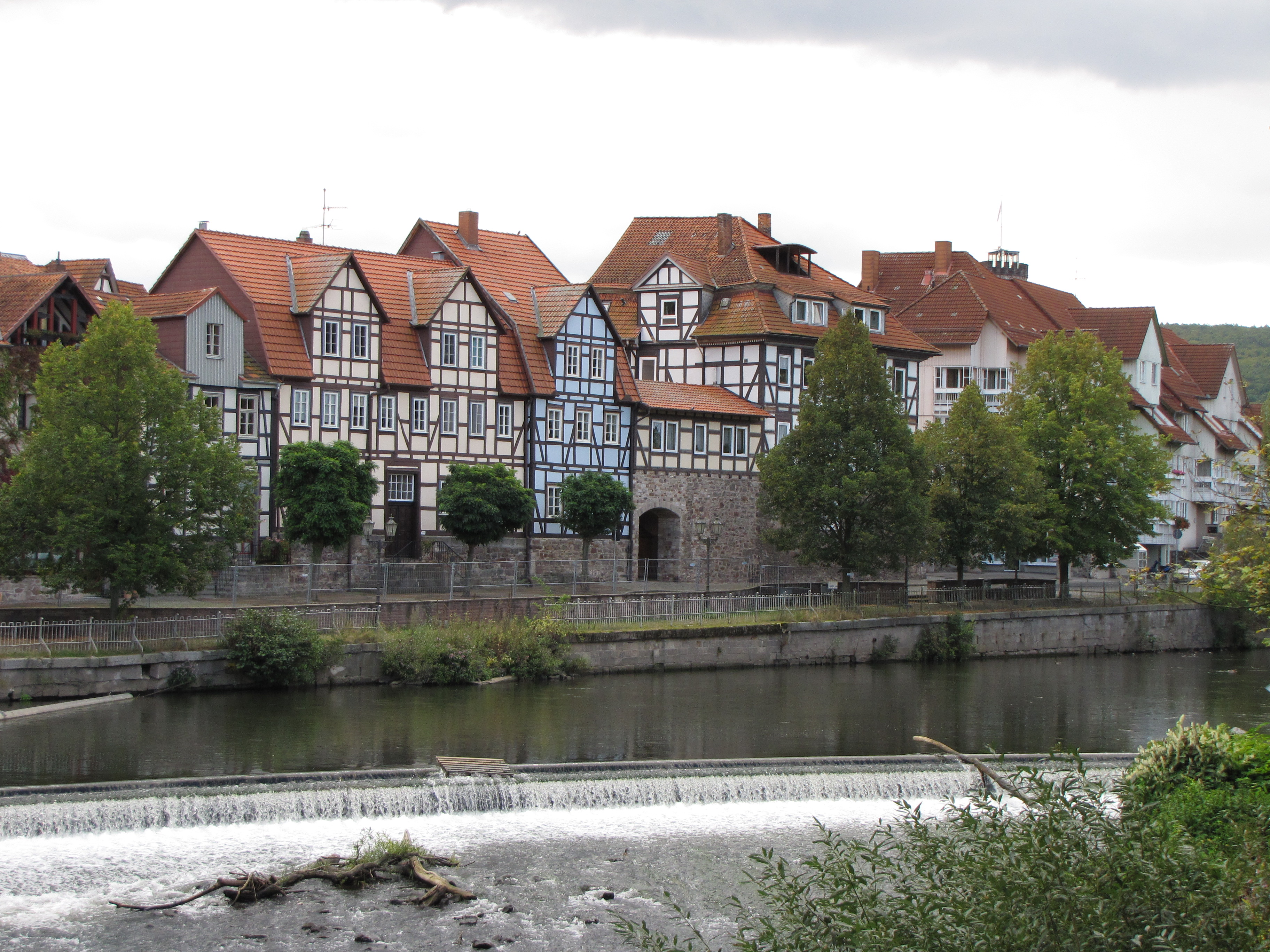
Floden Werra i Hannoversch Münden.

Werra är en flod i Tyskland och är ett av Wesers källflöden. Werra är 292 km lång och har ett avrinningsområde på 5 496 km². Floden har sina källor i Thüringen dels i närheten av Eisfeld, dels vid Fehrenbach cirka 10 kilometer längre norrut. När Werra flyter samman med Fulda vid Hannoversch Münden uppstår floden Weser.
Städer belägna vid Werra källan till sammanflödet inkluderar Hildburghausen, Meiningen, Wasungen, Heringen (Werra), Wanfried, Eschwege, Bad Sooden-Allendorf, Witzenhausen och Hannoversch Münden.